# Jackie Groenen
Jackie Noelle Groenen (Tilburg, 17 dicembre 1994) è una calciatrice olandese, centrocampista del Paris Saint-Germain e della nazionale olandese.
È sorella minore di Merel, con la quale condivide la passione per il judo, disciplina che pratica con buoni risultati a livello giovanile, oltre che per il calcio. Nata nei Paesi Bassi, cresce con la famiglia appena oltre il confine belga, a Poppel. Nel 2014 la FIFA l'ha dichiarata non eleggibile per il passaggio al Belgio poiché non possedeva il passaporto belga quando giocava per i Paesi Bassi a livello giovanile.

## Carriera

### Club
Groenen e la sorella Merel iniziarono a giocare a calcio nel Goirlese Sportvereniging Blauw-Wit. Dopo aver transitato per il VV Riel e il Wilhelmina Boys, si trasferirono al SV Rood-Wit Veldhoven. Le sorelle hanno continuato la loro carriera calcistica in Germania firmando un contratto con l'allora SG Essen-Schönebeck, squadra che militava in Frauen-Bundesliga. Groenen ha debuttato con il club di Essen in DFB-Pokal der Frauen il 30 gennaio 2011, ai quarti di finale dell'edizione 2010-2011, nell'incontro perso 1-0 con il Turbine Potsdam, marcando inoltre 6 presenze in campionato, contribuendo alla salvezza della sua squadra che termina al 9º posto in classifica.

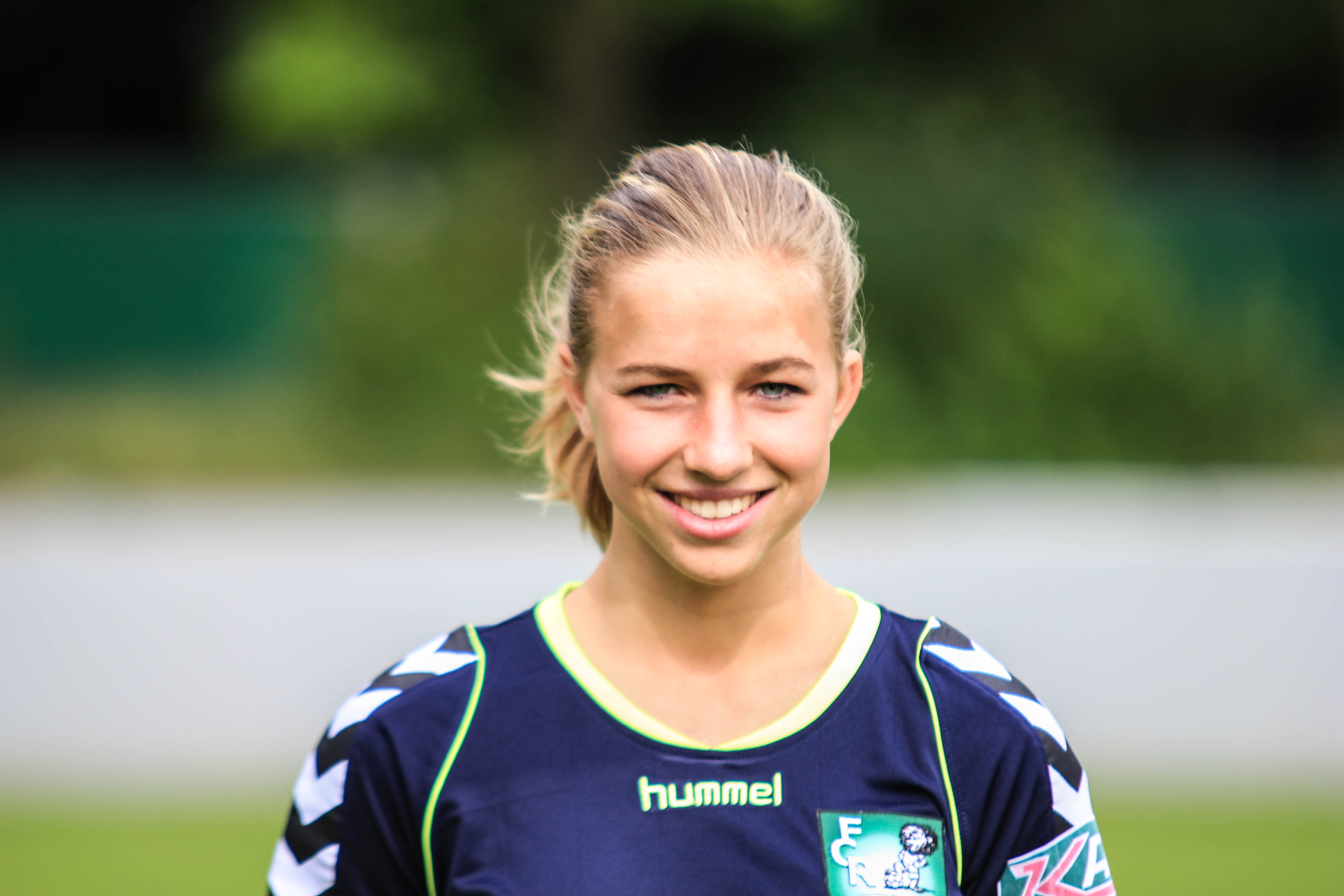
Groenen con la maglia del.

A campionato concluso Groenen si trasferisce al 2001 Duisburg, club con il quale rimane legata fino alla sua chiusura per bancarotta avvenuta al termine della stagione 2013-2014. Fa il suo debutto con la nuova maglia il 7 maggio 2011, in occasione della 4ª giornata del girone B della Bundesliga Cup, dove sotto la direzione tecnica di Marco Ketelaer sigla il terzo gol nella vittoria esterna per 4-1 con lo Jena. Ketelaer la utilizza per la prima volta in campionato alla 2ª giornata, nella vittoria esterna per 2-0 con l'Amburgo del 28 agosto 2011. Nelle tre stagioni in tenuta biancoverde Groenen marca 32 presenze in campionato, siglando 4 reti, e ottiene come migliore prestazione il 4º posto in Frauen-Bundesliga e le semifinali della DFB-Pokal der Frauen nella sua stagione d'esordio.
Nel febbraio 2014 inizia un nuovo capitolo professionale all'estero, firmando un contratto con le inglesi del Chelsea. Il 17 aprile ha fatto il suo debutto in FA WSL 1, schierata titolare dal tecnico Emma Hayes alla 1ª giornata di campionato nella vittoria per 2-0 contro il Bristol Academy, segnando i suoi primi gol il 13 luglio, una doppietta, nella schiacciante vittoria per 13-0 contro le London Bees in FA Women's League Cup. Veste la maglia delle Blues fino alla metà della stagione successiva, totalizzando 20 presenze e 2 reti in campionato prima di lasciare la società, nell'anno del primo titolo del club londinese, per rientrare in Germania.

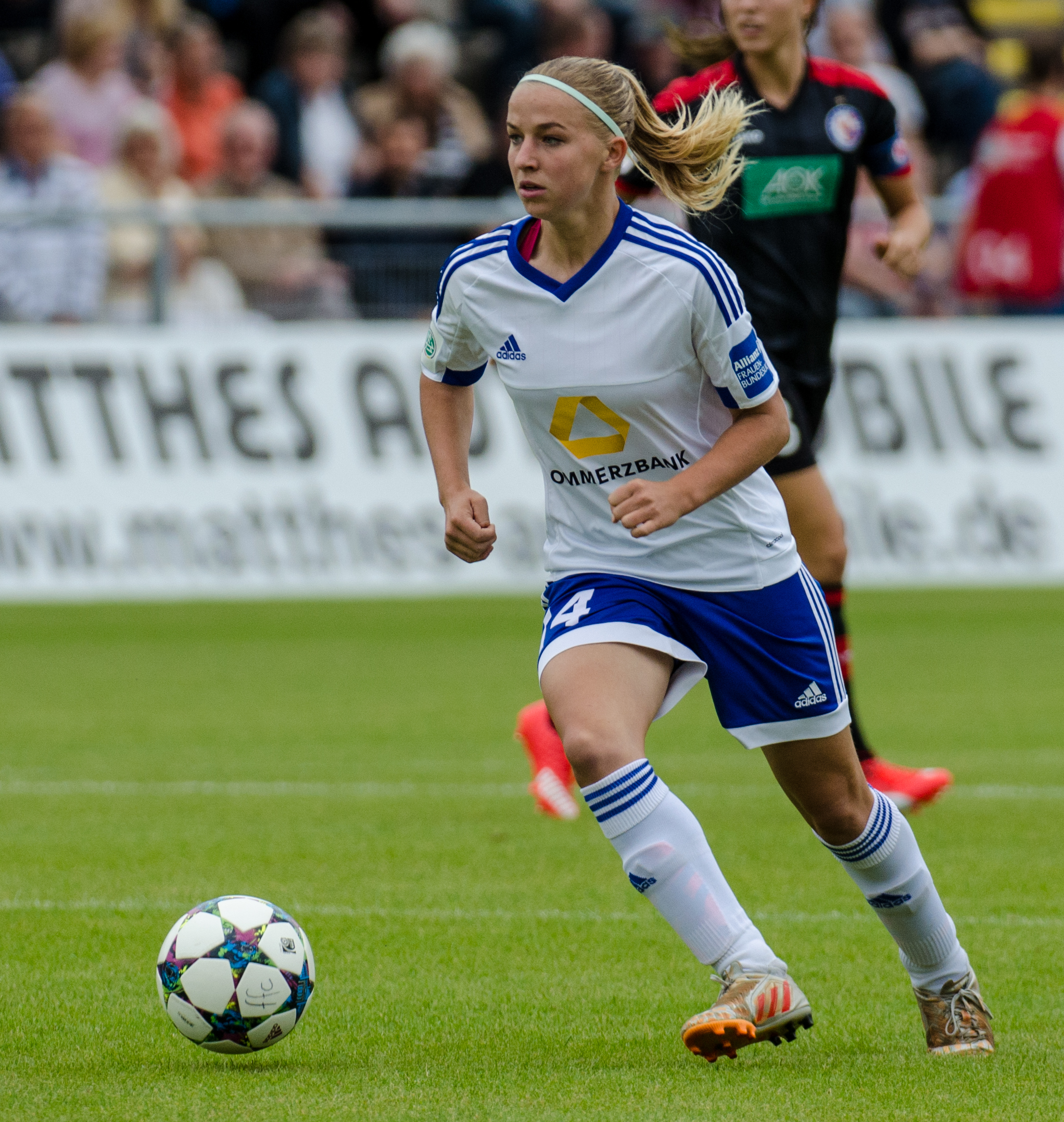
Groenen con la tenuta del nel 2015.

Nel giugno 2015 firma un contratto con le neocampionesse d'Europa del 1. FFC Francoforte per la stagione entrante. A disposizione del tecnico Colin Bell, debutta alla 2ª giornata di campionato, il 5 settembre, nella vittoria esterna per 1-0 con l'Hoffenheim, mantenendo la fiducia anche dopo l'avvicendamento sulla panchina con Matt Ross dal febbraio 2016. Grazie al risultato ottenuto la stagione precedente, Groenen ha anche l'occasione di debuttare in UEFA Women's Champions League, condividendo con le compagne il percorso che nell'edizione 2015-2016 vedono le ragazze in tenuta bianconera giungere fino alle semifinali prima di essere eliminate dall'altra squadra tedesca del torneo, il Wolfsburg.
Rimane legata alla società di Francoforte sul Meno per quattro stagioni, marcando complessivamente 117 presenze con 17 reti in campionato, ottenendo come miglior risultato il 3º posto in Frauen-Bundesliga nella stagione d'esordio e raggiungendo i quarti di finale in Coppa nelle tre stagioni successive.
Il 22 maggio 2019 viene annunciato il suo trasferimento al Manchester United in vista della stagione 2019-2020. In questo modo, è diventata il primo ingaggio all'estero della squadra, che si era costituita un anno prima con un organico di giocatrici interamente britannico. Groenen ha debuttato con la maglia dei Red Devils il 7 settembre 2019, alla 1ª giornata di campionato, perdendo per 1-0 il derby inaugurale di Manchester con le rivali del Manchester City.
Dopo tre stagioni di fila al Manchester United, si è trasferita in Francia al Paris Saint-Germain.

### Nazionale
Groenen inizia a essere convocata dalla Federcalcio olandese nel 2009, indossando in quell'anno la maglia della formazione under 17, chiamata dal tecnico federale Maria van Kortenhof in rosa con la squadra impegnata nelle fasi di qualificazioni all'edizione 2010 del campionato europeo di categoria. In quell'occasione debutta il 21 ottobre 2009, nel primo incontro del gruppo 6 della prima fase vinto per 9-0 sulle pari età della Moldavia. Van Kortenhof tuttavia, che la impiega in altre quattro occasioni nelle due fasi di qualificazione, dopo aver conquistato l'accesso alla fase finale non ritiene di inserirla in rosa con la squadra in partenza per la Svizzera.
Per ritornare a indossare la maglia delle oranje deve aspettare quasi due anni, inserita in rosa con l'under 19 nella seconda fase di qualificazione all'Europeo di Turchia 2012, debuttandovi il 31 marzo 2012, nella prima delle tre partite del gruppo 3, ma infortunandosi gravemente al 17' dell'incontro pareggiato poi 1-1 con l'Islanda, sostituita da Myrthe Moorrees, non ha potuto prendere parte alle altre due partite di qualificazione.
In quello stesso anno viene contattata dal commissario tecnico della nazionale belga Ives Serneels che le propone di inoltrare domanda alla FIFA per poter ottenere il permesso per cambiare nazionale di appartenenza, tuttavia dopo oltre sei mesi di trattative la federazione internazionale si espresse negativamente adducendo che stava già giocando per la squadra U17 olandese.
Entrata nuovamente nel giro della nazionale olandese, Groenen viene convocata dai ct Arjan van der Laan e Sarina Wiegman in occasione della doppia amichevole del 22 e 25 gennaio 2016 con la Danimarca, debuttando con la nazionale maggiore nel primo dei due incontri, rilevando Sherida Spitse al 62' nella vittoria per 2-0 sulle avversarie. In seguito il duo tecnico le rinnova la fiducia chiamandola per l'edizione 2017 dell'Algarve Cup, dove viene impiegata in tre dei quattro incontri, compresa la finale per il 5º posto vinta sul Giappone con il risultato di 3-2, e dopo una serie di amichevoli, viene confermata in rosa per la fase finale dell'Europeo casalingo dei Paesi Bassi 2017. Wiegman la impiega in tutte e sei le partite del torneo, figurando sempre nell'undici titolare e venendo sostituita solo all'80' della vittoria per 2-1 contro il Belgio. La vittoria per 4-2 in finale contro la Danimarca ha reso le olandesi campionesse d'Europa per la prima volta nella loro storia sportiva.

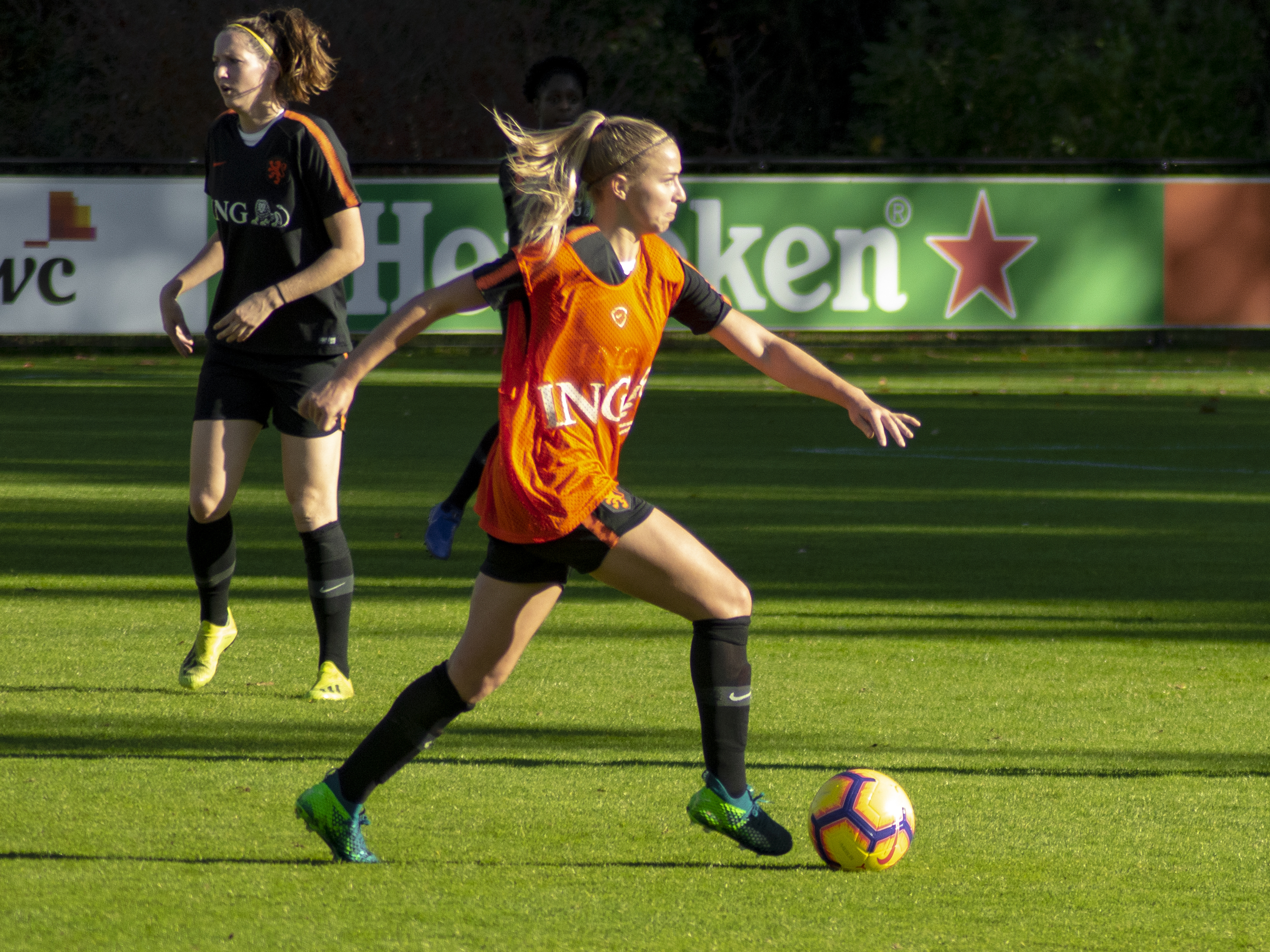
Groenen in una sessione di allenamento con la nazionale olandese nel 2018.

Nel 2018 è in rosa con la squadra che disputa l'Algarve Cup 2018, dove scende in campo in tutti i tre incontri giocati dai Paesi Bassi e che, a causa delle condizioni climatiche che hanno impedito, cancellandola, lo svolgimento della finale, festeggia la conquista del primo trofeo della manifestazione portoghese ex aequo alla Svezia, la seconda finalista. Nell'edizione successiva scende in campo in due dei quattro incontri disputati, condividendo con le compagne una prestazione deludente vincendo solo, ai rigori, la finalina per l'undicesimo posto con la Cina.
Nel frattempo gioca tutti gli otto incontri in programma per le qualificazioni al Mondiale di Francia 2019 dove i Paesi Bassi, inseriti nel gruppo 3 della zona UEFA, si classificano al secondo posto dietro alla Norvegia dovendo quindi conquistare l'ultimo posto disponibile ai play-off. Groenen gioca tre dei quattro incontri della sua nazionale di questa fase, i due con la Danimarca, superandole con i risultati di 2-0 all'andata e 2-1 al ritorno, e poi la prima della doppia sfida con la Svizzera, che grazie ai risultati rispettivamente di 3-0 e 1-1, conquista l'accesso alla fase finale del torneo per la terza edizione consecutiva.
Il 10 aprile è stata inserita in rosa anche per la Coppa del Mondo, dove viene impiegata in tutte le sette partite giocate dalla sua squadra. Durante il Mondiale i Paesi Bassi, sorteggiati nel girone E assieme a Canada, Camerun e Nuova Zelanda, vincono tutte e tre le partite del girone, qualificandosi per la fase a eliminazione diretta come prima classificata. Negli ottavi di finale le olandesi hanno incontrato il Giappone nella riedizione della sfida degli ottavi del torneo 2015, ma in questa occasione hanno prevalso le olandesi per 2-1. Dopo la vittoria per 2-1 sull'Italia ai quarti di finale, Groenen si rivela determinante nel successivo passaggio del turno, siglando al 99', nei tempi supplementari, l'unica rete della partita con la Svezia, che è anche la prima con la nazionale maggiore, per arrivare ad affrontare in finale, perdendola 2-0, gli Stati Uniti campioni in carica.
In seguito viene riconfermata da Wiegman per le qualificazione al campionato europeo 2022, venendo impiegata in sette incontri tra cui quello del 23 ottobre 2020, siglando una doppietta nella vittoria per 7-0 sull'Estonia che sancì la qualificazione delle oranje alla fase finale dell'Europeo di Inghilterra 2022.
A metà giugno 2021 Groenen venne inserita nella rosa delle giocatrici in vista del torneo femminile dei Giochi della XXXII Olimpiade. Nel corso della manifestazione olimpica ha giocato da titolare tutte e quattro le partite disputate dai Paesi Bassi fino ai quarti di finale, quando la sua nazionale viene eliminata ai rigori dagli Stati Uniti dopo che i tempi regolamentari si erano chiusi sul 2-2.
Dopo essere stata a disposizione del nuovo ct Mark Parsons durante le qualificazioni, nel gruppo A della zona UEFA, al Mondiale di Australia e Nuova Zelanda 2023, e aver disputato l'edizione 2022 del Tournoi de France, nel maggio 2022 viene inserita nella lista delle 23 giocatrici convocate per il campionato europeo in programma dal 6 al 31 luglio 2022.

## Palmarès

### Nazionale
- Campionato d'Europa: 1

2017
- Algarve Cup: 1

2018 (a pari merito con la Svezia)